# シーターワカ王国

シーターワカ王国
සීතාවක

シーターワカ王国（シーターワカおうこく, シンハラ語: සීතාවක）はセイロン島（現スリランカ）の中南部にあった王国である。
1521年にコーッテ王国が内紛により分裂し、シーターワカ王国は独立した勢力の1つになった。さらに70年の歳月をかけ、セイロン島の大部分を支配するようになった。シーターワカは1505年にセイロン島に到達したポルトガルとも激しく戦った。
軍事的成功にもかかわらず、シーターワカは安定しなかった。繰り返されたポルトガルとの激しい争い、および一度は征服したキャンディ王国領域で繰り返された反乱のためである。
その後、1593年に最後の王ラージャシンハ1世が亡くなると、まもなくこの王国は滅亡した。

## 歴史

### 成立
15世紀に建国されたコーッテ王国はセイロン島西部の大国だった。特にパラクラマバフ6世の時代には島内の統一を果たした。その後、1467年に島北部でジャフナ王国が独立し、1505年にはポルトガル人が島に到達し、コロンボに拠点を築き始めた。島東部ではキャンディを拠点とする、後のキャンディ王国が独立の動きを見せていた。
1521年、ウィジャヤバーフの乱と呼ばれる事件により、コーッテ王国の王ウィジャヤバーフ6世は彼の3人の息子により殺害され、王座と国土は彼らによって分割された。長兄ブバナイカバフは王国主要域とコーッテの王位を受け継ぎ、次兄パララジャシンガ(Pararajasingha)はライガマ王となった。三人の中で最年少の王子マヤドゥンネは概ね現在のサバラガムワ州に相当する地域を得た。これがシーターワカ王国の起源である。国土は概ね丘陵地帯にあり、海へのアクセスはなかった。首都シーターワカは現在のアビッサウェッラで標高およそ300mのジャングル内の丘陵にあった。

### 隆盛
王国の分裂後、コーッテ王ブバナイカバフはシーターワカとの闘争を視野に、ポルトガルとの協力関係を結んだ。シーターワカ王国はインドのカリカットと結んでこれと戦った。シーターワカ王国は1537年、1539年、1543年とコーッテ王国に侵攻したが、いずれもポルトガルからの援軍に阻まれた。この間、1538年にシーターワカ王国は南のライガマに目を向け、これを征服した。
コーッテ王国に対するポルトガルの影響力は強まり、1551年にわずか10歳で王位に即いたダルマパラが1557年にキリスト教に改宗したことでそれは一層明らかになった。この結果、シーターワカ王国に仏教徒多数が亡命し、対立は深まった。ことに最重要の遺物である仏牙が持ち出され、シーターワカ王国のラトゥナプラの寺院に納められたことは象徴的であった。しかしながら、この年に行われたシーターワカの侵攻も、ポルトガルによって阻まれた。
コーッテの反撃は1562年に行われ、コロンボから遠征軍が派遣された。しかし遠征軍はマラリヤワの戦いにおいて、マヤドゥンネ王の息子ティキリ・バンダラ( 英: Tikiri Bandara )率いるシーターワカ軍に敗れ、ポルトガル人多数と数千の現地兵を失い壊滅した。その結果、マヤドゥンネとティキリ・バンダラは二正面作戦が可能になり、1564年からコーッテとコロンボの両方を包囲した。コーッテ王国の国土の大部分はシーターワカ王国によって制圧されたが、コロンボを含む沿岸部のポルトガルの要塞は海路からの支援を受けて持ちこたえた。この結果、ポルトガルは王国に対して牽制攻撃や消耗戦を仕掛けることが可能だった。
1580年にダルマパラ王が、自分の死後にコーッテ王国はポルトガル王に遺贈されると宣言したことでポルトガルの影響力は最大となった。

### ラージャシンハ1世
マヤドゥンネ王は1581年に亡くなり、息子ティキリ・バンダラがラージャシンハ1世として即位した。1582年、新しい王は東のキャンディ王国に侵攻して征服し、北のジャフナ王国と南のポルトガル領を除いた、スリランカほぼ全土を制した。キャンディ王カラリヤッデ・バンダラ（Karaliyadde Bandara）はトリンコマリーに逃亡したが、その後、天然痘で亡くなった。王の若い娘、クスマサナ・デヴィ（Kusumasana Devi）はポルトガルの庇護下で洗礼を受けてドナ・カトリーナとなった。ポルトガルは彼女の名の下にキャンディの王位を以後10年にわたって主張した。
さらにキャンディの支配を任された総督ウィラスンダラ・ムディヤンセの反乱も事態を混乱させた。蜂起は鎮圧され、ウィラスンダラは殺害されたが、彼の息子のコナップ・バンダラはポルトガル領に逃亡した。コナップはキリスト教に改宗してドン・フアン・デ・アウストリアとの洗礼名を名乗り、シーターワカ王国との対立を続けた。
ポルトガルは陰謀を巡らせ、1583年から1587年の間に、ラージャシンハ王の宮廷に激変をもたらした。多数の貴族が裏切りを告発されて処刑された。もっとも大きな変化は、敵と通じたとして、仏教僧をラージャシンハ王が敵視するようになったことだった。寺院は破壊され、スリー・パーダもヒンドゥー教の僧侶達に捧げられ、ラージャシンハ自身もヒンドゥー教に改宗した。多数の離反者が高地地帯に逃れた。コーッテ王国ではダルマパラ王の1580年の寄進が1583年11月4日に正式に宣言された。
ラージャシンハはヨーロッパ人への対抗の努力を倍増させ、1587年におよそ5万の歩兵に加えて戦象と騎兵、それに現地で生産した多数の大砲からなる軍を編成した。この軍で、コロンボを22ヶ月にわたって攻囲した。しかし、シーターワカは海軍力を欠いており、ゴアから船で運ばれるポルトガルの補給を遮断できなかった。カリカットの政策転換もあり、かつての南インドでの反ポルトガル同盟を復活させる望みも絶たれた。ラージャシンハは内陸部の政情不安に対応するため、1588年2月にコロンボ攻囲を断念した。
ラージャシンハの治世の晩年は、防衛戦に費やされた。1591年にポルトガルが北のジャフナ王国に侵入したことで、これはさらに困難になった。翌年、ポルトガル軍がキャンディを一時的に占領したが、これは撃退された。しかし、その後間もなくコナップ・バンダラがキャンディに帰還して新たな脅威となった。コナップは仏教に改宗し、ドナ・カトリーナと結婚することでその地位を正統なものとしてヴィマラダルマスリヤの名の下にキャンディ王となった。1593年、バラン（Balane）とマウェラでラージャシンハは敗北し、キャンディ王国の独立は確実な物となった。翌年、ラージャシンハは亡くなった。